# Villeneuve-lès-Bouloc
Villeneuve-lès-Bouloc è un comune francese di 1 041 abitanti situato nel dipartimento dell'Alta Garonna nella regione dell'Occitania.

## Monumenti

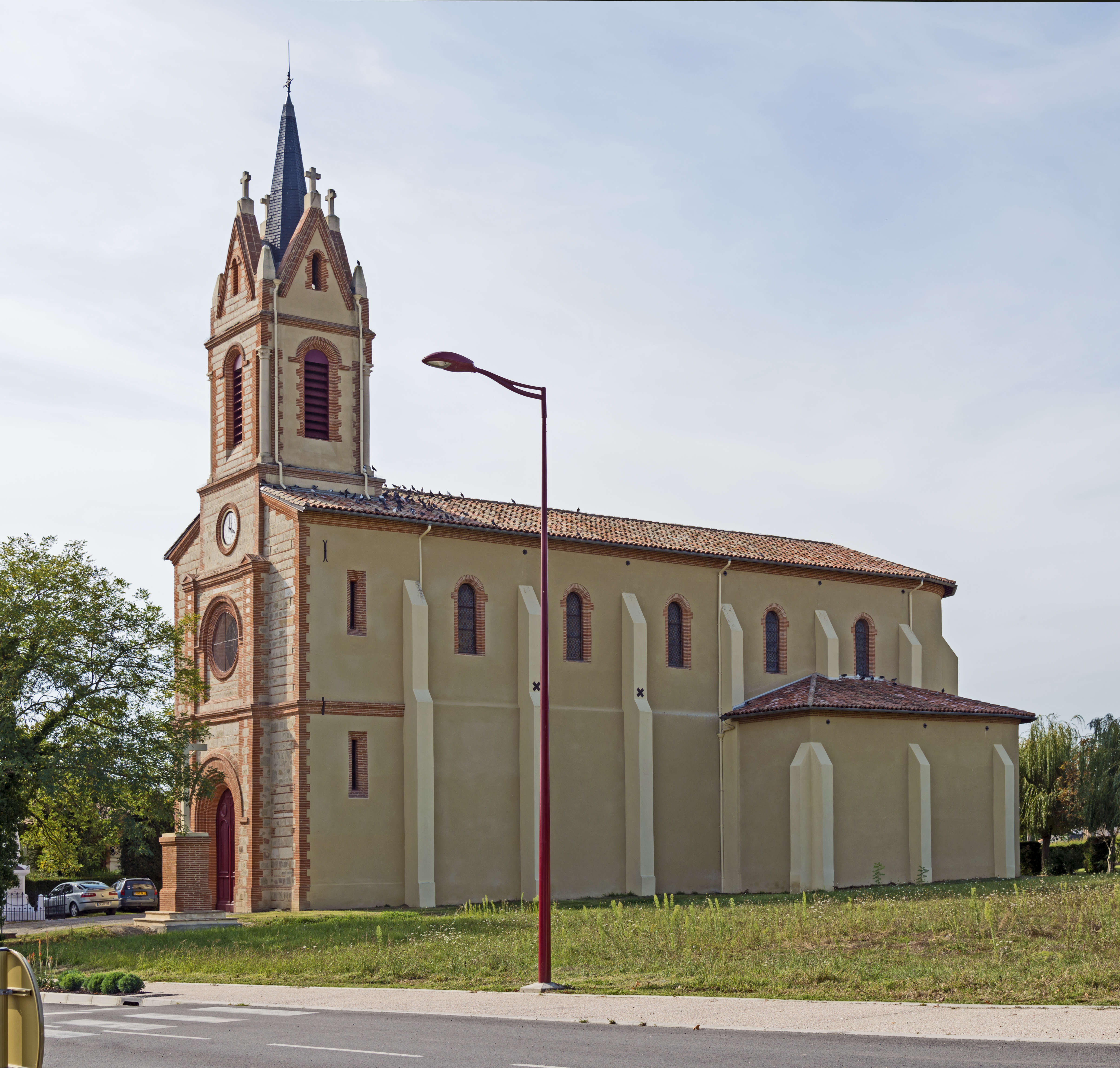
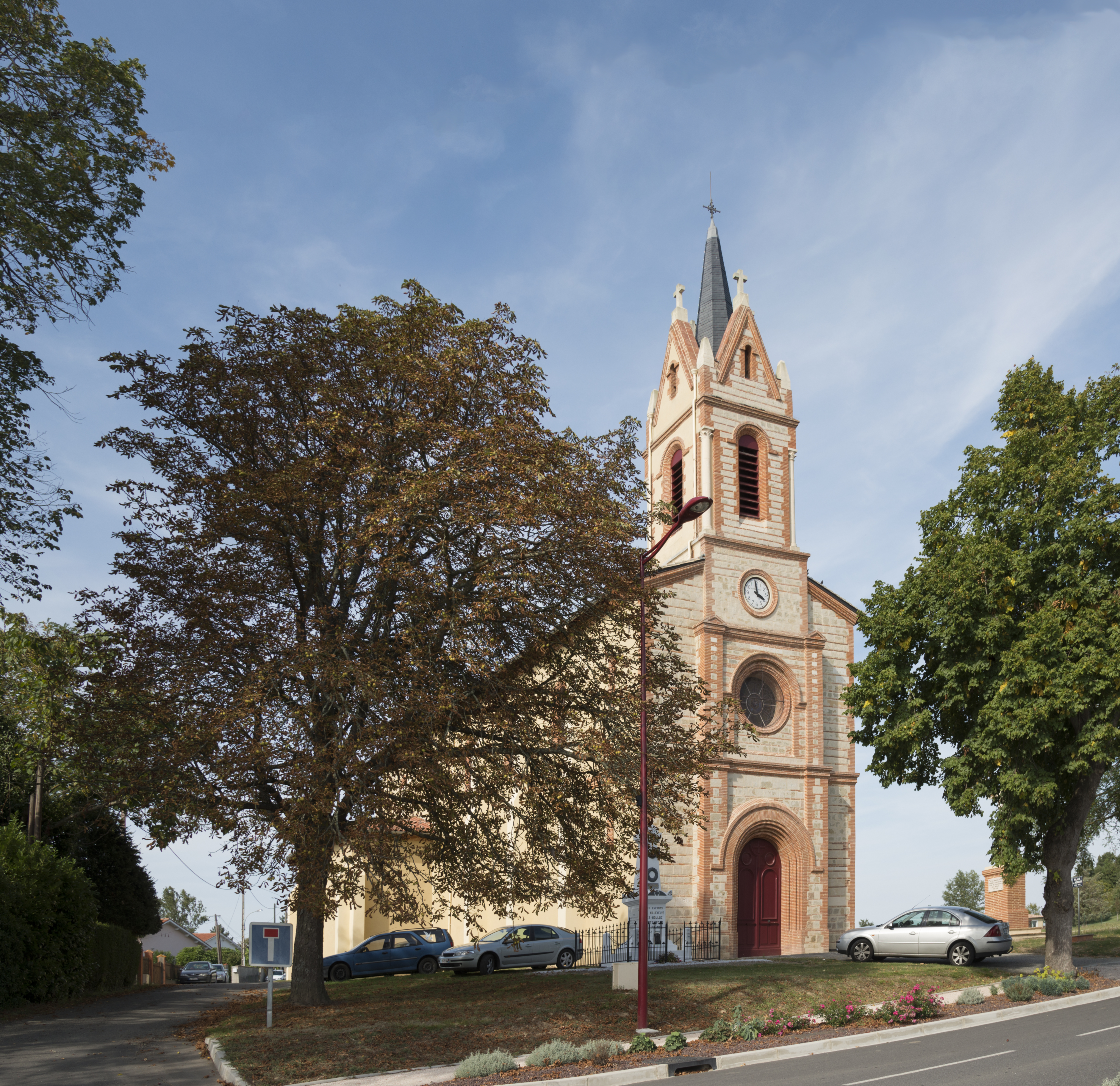
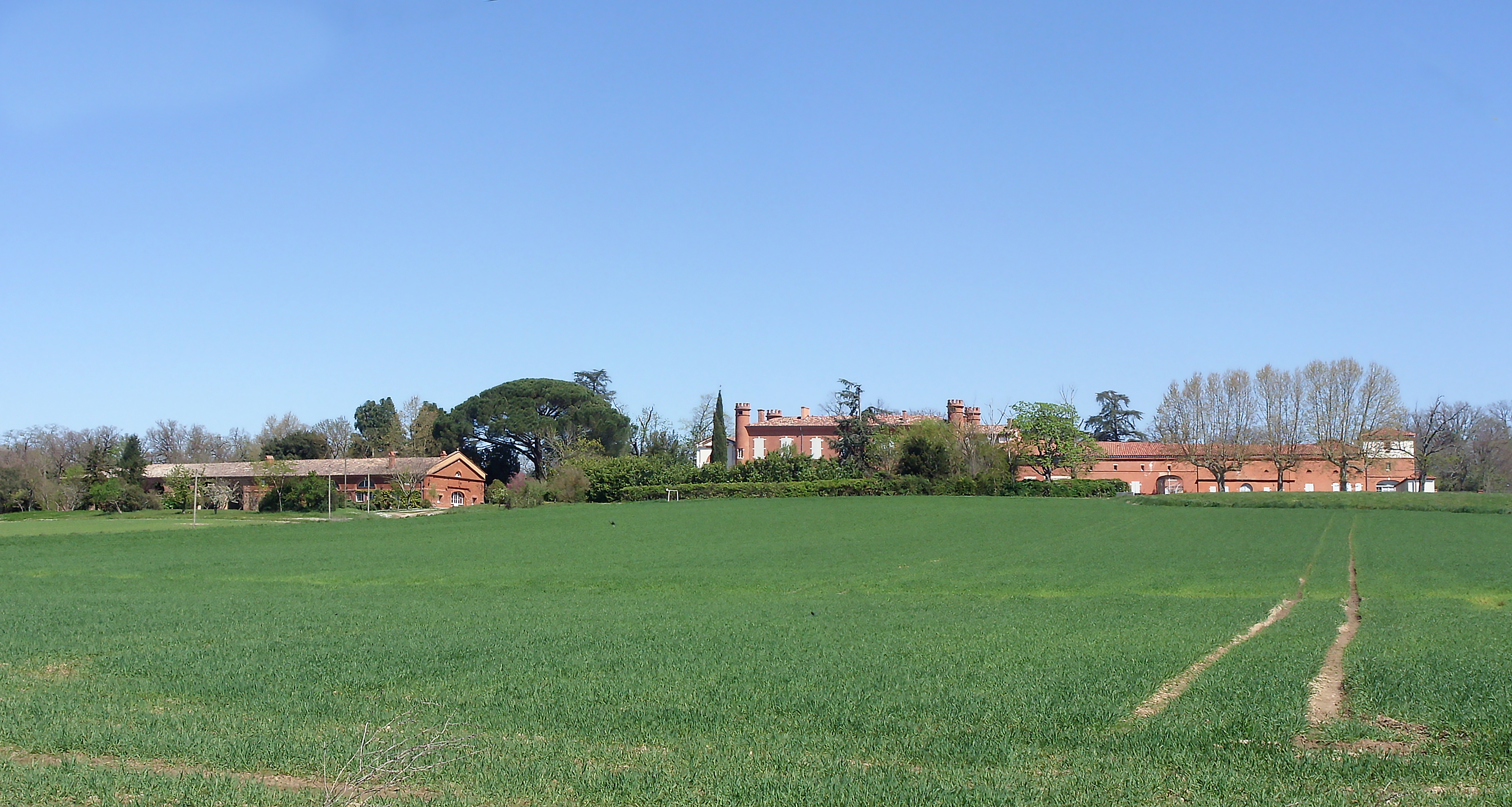

## Società

### Evoluzione demografica
Abitanti censiti